# Sujata Bhatt
Sujata Bhatt (geb. 6. Mai 1956 in Ahmedabad) ist eine Dichterin und Übersetzerin mit indischen Wurzeln.

## Leben
Bhatt wuchs in Pune auf, wo sie eine englischsprachige Schule besuchte. In ihrer Kindheit war sie mit ihrer Familie oft in den Vereinigten Staaten, 1968 zogen sie schließlich dorthin um. Später studierte sie an der University of Iowa, wo sie den Iowa Writers’ Workshop belegte. Dort lernte sie auch ihren zukünftigen Mann, den deutschen Autor Michael Augustin, kennen. Sie war Writer in Residence, unter anderem an der University of Victoria und am Dickinson College.
Bhatt hat eine Tochter und lebt mit ihrer Familie in Bremen.

## Arbeit und Auszeichnungen
Bhatt schreibt und veröffentlicht ihre Werke auf Englisch. In ihrer Lyrik behandelt sie oft die Suche nach Heimat und ihre Erfahrungen in Indien, Nordamerika und Europa. Im Gedichtband A Colour for Solitude beschäftigt Bhatt sich mit dem Leben der Malerin Paula Modersohn-Becker und anderer  in der Künstlerkolonie Worpswede. Ihre Arbeit wurde vielfach ausgezeichnet, so etwa 1991 mit dem Cholmondeley Award. Bhatts Gedichte wurden in zahlreichen Sammelwerken herausgegeben und in über 20 Sprachen übersetzt.
Bhatt übersetzte Gedichte in ihrer Muttersprache Gujarati ins Englische, aber auch deutschsprachige Werke, etwa von Günter Grass.

## Werke (Auswahl)

### Deutsche Übersetzungen
- Nothing is Black, Really Nothing. Wehrhahn-Verlag, Hannover 1998, ISBN 978-3-932324-54-3 (englisch, deutsch).
- Die Stinkrose. Edition Lyrik Kabinett bei Hanser Verlag, München 2020, ISBN 978-3-446-26556-1.

### Englische Originalausgaben
- Brunizem. Carcanet, Machester 1988, ISBN 0-85635-735-9.
- Monkey Shadows. Carcanet, Manchester 1991, ISBN 0-85635-935-1.
- Augatora. Carcanet, Manchester 2000, ISBN 1-85754-381-5.
- A Colour for Solitude. Carcanet, Manchester 2002, ISBN 1-85754-594-X.
- Pure Lizard. Carcanet, Manchester 2008, ISBN 978-1-85754-833-4.
- Poppies in Translation. Carcanet, Manchester 2015, ISBN 978-1-84777-020-2.